# (2234) Шмадель
(2234) Шмадель (нем. Schmadel) — астероид главного пояса, который принадлежит к редкому спектральному классу A. Он был открыт 27 апреля 1977 года немецким астрономом Г.-Э. Шустером в обсерватории Ла-Силья и назван в честь немецкого астронома Луца Шмаделя.

Орбита астероида Сенека и его положение в Солнечной системе
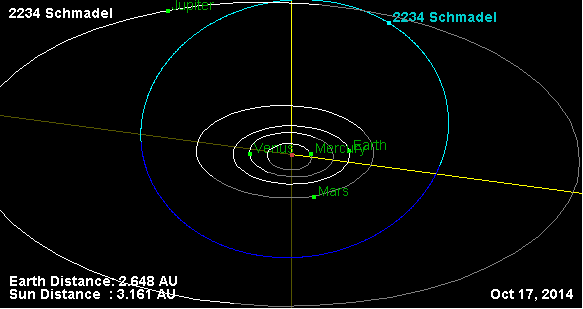
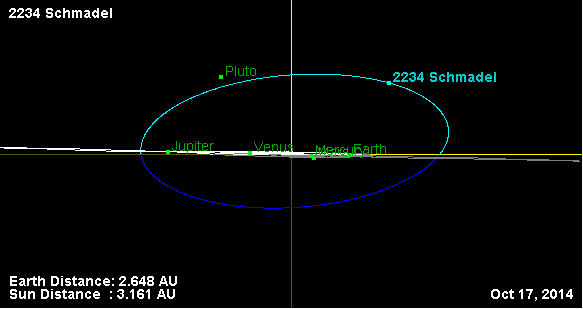